# Astyanax vermilion
Astyanax vermilion är en fiskart som beskrevs av Angela M. Zanata och Priscila Camelier 2009. Astyanax vermilion ingår i släktet Astyanax och familjen Characidae. Inga underarter finns listade.